# پارام، سافک
پارام (به انگلیسی: Parham) یک روستا و محله مدنی در بریتانیا است که در Suffolk Coastal واقع شده‌است. پارام ۲۶۳ نفر جمعیت دارد.